# Gerda von Schütz

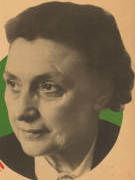
Gerda von Schütz (1954)

Gerda von Schütz (* 25. August 1893 in Wildemann, Oberharz; † 8. April 1982 in Berlin), geborene Lomer, war eine deutsche Politikerin (CDU).
Gerda Lomer besuchte ein Oberlyzeum und erhielt die Lehrbefähigung für Turnen, orthopädisches Turnen und Rudern. Ab 1914 arbeitete sie im Schuldienst in Charlottenburg bei Berlin. Sie studierte ab 1917 an der Berliner Universität Germanistik, Englisch und Philosophie.
Nach dem Zweiten Weltkrieg wurde Gerda von Schütz bei der ersten Berliner Wahl 1946 in die Bezirksverordnetenversammlung im Bezirk Steglitz gewählt. Bei der Wahl 1950 wurde sie in das Abgeordnetenhaus von Berlin gewählt, der sie bis Ende 1958 angehörte.